# Coelotes iharai
Coelotes iharai là một loài nhện trong họ Amaurobiidae.
Loài này thuộc chi Coelotes. Coelotes iharai được miêu tả năm 2007 bởi Okumura.